# Final do Campeonato Europeu de Futebol de 1976
A Final do Campeonato Europeu de Futebol de 1976 foi o jogo final do Campeonato Europeu de Futebol de 1976, o quinto Campeonato da Europa, a maior competiçãp da UEFA com equipas nacionais. A partida foi jogada no Stadion Crvena Zvezda, Belgrado, em 20 de Junho de 1976. A partida foi disputada pela Checoslováquia e a Alemanha Ocidental. Em alemão, a partida é conhecida como Nacht von Belgrad, ou Night from Belgrade.
Após o prolongamento, o resultado foi 2–2 e, portanto, ocorreu a primeira disputa de pênaltis numa final do Campeonato Europeu. Os sete primeiros penaltis foram convertidos, até o quarto jogador da Alemanha Ocidental, Uli Hoeneß, atirar por cima da barra. Com o placar de 4 a 3, coube a Antonín Panenka a responsabilidade de definir o título, e, apesar de além desta pressão estar na baliza alemã o lendário Sepp Maier, Panenka cobrou tranquilamente, fazendo o grande goleiro jogar-se para um canto enquanto a bola fazia uma lenta parábola vertical em direção ao meio do gol. Surgia a famosa "Cavadinha" ou "à Panenka".. O entusiasmo levou um jornalista francês a apelidar Panenka de "um poeta", e até hoje o seu pênalti vencedor é um dos mais famosos de todos os tempos, tornando o nome de Panenka sinônimo desse estilo de pênalti.

## Caminho para a final
| Qualificação    | Qualificação    | Qualificação       | Qualificação       |
| Tchecoslováquia | Tchecoslováquia | Alemanha Ocidental | Alemanha Ocidental |
| Oponente        | Resultados      | Oponente           | Resultados         |
| --------------- | --------------- | ------------------ | ------------------ |
| Inglaterra      | 2–1, 3–0        | Grécia             | 1–1, 2–2           |
| Portugal        | 5–0, 1–1        | Bulgária           | 1–0, 1–1           |
| Chipre          | 4–0, 3–0        | Malta              | 8–0, 1–0           |
| Torneio         |                 |                    |                    |
| Países Baixos   | 3–1 (pro)       | Iugoslávia         | 4–2 (pro)          |

## Jogo

### Detalhes
| 20 de junho de 1976 | Tchecoslováquia         | 2 – 2 (a.p.) | Alemanha Ocidental          | Estádio Estrela Vermelha, Belgrado      |
| 20:15               | Svehlik 8' · Dobiaš 25' | Relatório    | Müller 28' · Hölzenbein 89' | Público: 30,790 Árbitro: Sergio Gonella |

|                                      |     | Penalidades                  |  |
| Masny Nehoda Ondruš Jurkemik Panenka | 5–3 | Bonhof Flohe Bongartz Hoeneß |  |

| Tchecos lováquia | Alemanha Ocidental |

| GK             | 1  | Ivo Viktor        |     |     |
| SW             | 4  | Anton Ondruš (c)  |     |     |
| CB             | 5  | Ján Pivarník      |     |     |
| CB             | 12 | Koloman Gögh      |     |     |
| CB             | 3  | Jozef Čapkovič    |     |     |
| CM             | 2  | Karol Dobiaš      | 55' | 94' |
| CM             | 8  | Jozef Móder       | 59' |     |
| AM             | 7  | Antonín Panenka   |     |     |
| RW             | 10 | Marián Masný      |     |     |
| LW             | 11 | Zdeněk Nehoda     |     |     |
| CF             | 17 | Ján Švehlík       |     | 79' |
| Substitutions: |    |                   |     |     |
| DF             | 6  | Ladislav Jurkemik |     | 79' |
| MF             | 16 | František Veselý  |     | 94' |
| Treinador:     |    |                   |     |     |
| Václav Ježek   |    |                   |     |     |

| GK             | 1  | Sepp Maier               |  |     |
| SW             | 5  | Franz Beckenbauer (c)    |  |     |
| CB             | 2  | Berti Vogts              |  |     |
| CB             | 4  | Hans-Georg Schwarzenbeck |  |     |
| CB             | 3  | Bernard Dietz            |  |     |
| CM             | 7  | Rainer Bonhof            |  |     |
| CM             | 6  | Herbert Wimmer           |  | 46' |
| AM             | 10 | Erich Beer               |  | 80' |
| RW             | 8  | Uli Hoeneß               |  |     |
| CF             | 9  | Dieter Müller            |  |     |
| LW             | 11 | Bernd Hölzenbein         |  |     |
| Substitutions: |    |                          |  |     |
| MF             | 15 | Heinz Flohe              |  | 46' |
| MF             | 14 | Hans Bongartz            |  | 80' |
| Treinador:     |    |                          |  |     |
| Helmut Schön   |    |                          |  |     |

| Match rules - 90 minutos. - 30 minutos de prolongamento se necessário. - Penaltis se continuar empatado. - Maximo de duas substituições. |